# Hastinapur (Uttar Pradesh)
Hastināpur (en hindi हस्तिनापुर) es una localidad en el distrito de Meerut, en la región Doab del estado de Uttar Pradesh (India).
Se encuentra a 37 km de la ciudad de Mirut y a 110 km al noreste de la ciudad de Nueva Delhi (capital de la India), sobre la autopista Delhi-Mirut-Bijnore.
Para llegar a Hastinapur desde Meerut/Mirut se debe tomar la autopista a Bijnore (NH-119) y recorrer unos 38 km.
La carretera es de relativamente buena calidad (la velocidad promedio es 50 km/h).
A ambos lados de la carretera puede verse mucho verde y árboles y granjas de agricultura.
En el pueblo viven unas 30 000 personas.
Desde Meerut/Mirut se pueden tomar autobuses regularmente desde las 6:00 hasta las 21:00 h.
La estación de trenes más cercana es la de Meerut/Mirut (a 42 km).
El aeropuerto más cercano es el de Nueva Delhi (a 120 km).
El pueblo de Hastināpur se encuentra en las coordenadas geográficas 29°10′N 78°01′E / 29.17, 78.02 (29° 09’ 31.50” Norte, y 77° 59’ 19.46” Este).
Tiene una elevación promedio de 202 m s. n. m..

## Demografía

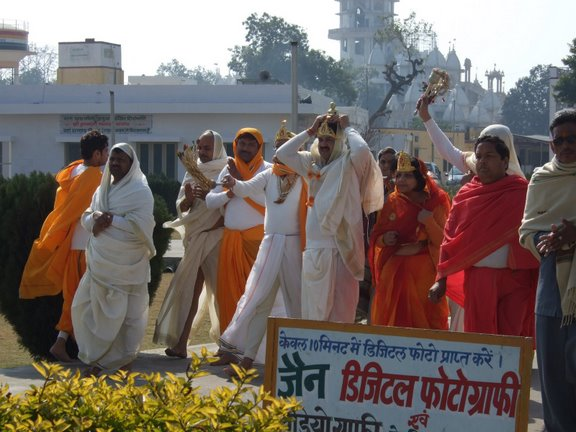
Adoración yaina realizada en el complejo Yambu Duipa, Hastinapur

Según el censo de India, Hastinapur tiene una población de 21 248 personas.
Los varones representan un 53% de la población, y las mujeres un 47%.
Tiene una tasa de alfabetización promedio de 62%, más alta que el promedio nacional (59,5%): el alfabetismo en varones es de 67%, y en mujeres es de 57%.
En Hastināpur, el 15% de la población tiene menos de 6 años de edad.

## Arqueología
En la India existe la creencia de que este pueblo es el remanente de la legendaria ciudad de Jastinápur, aunque la localidad actual no se encuentra a orillas del río Ganges ―como la mítica Jastinápur― sino a unos 6 km al oeste.
A principios de los años cincuenta, B. B. Lal (1921-), del instituto Archaeological Survey of India (Servicio Arqueológico de la India), excavó en la zona cerca de la actual aldea de Hastināpur. Aunque —como lo ha expresado el propio Lal— las excavaciones se realizaron con el fin de «encontrar la posición estratigráfica de la cultura de la alfarería gris pintada en relación a otras culturas cerámicas, a principios del periodo histórico», Lal no pudo resistir el tratar de correlacionar el material que descubrió en Hastinapur con el texto épico mitológico Majabhárata (del siglo III a. C.)
También trató de relacionar la aparición de la cultura de la alfarería gris pintada con el arribo de los indoarios a la zona de la cuenca superior del río Ganges.